# Павел (Кратиров)
Епи́скоп Па́вел (в миру Па́вел Фёдорович Крати́ров; 6 (14) мая 1871, село Покровское, Тотемский уезд, Вологодская губерния — 5 января 1932, Харьков) — епископ Русской православной церкви, епископ Старобельский, викарий Харьковской епархии. Деятель иосифлянского движения.

## Биография
Родился 6 мая 1871 в селе Покровском Тотемского уезда Вологодской губернии (ныне Чучковское сельское поселение Сокольского района Вологодской области) в семье священника Молочской Троицкой церкви. Митрополит Мануил (Лемешевский) приводит неверные сведения, что отцом епископа Павла был Иван Александрович Кратиров, секретарь совета и правления Московской духовной академии, а впоследствии епископ Саратовский Иоанн.
Окончил Вологодское духовное училище. В 1891 году окончил Вологодскую духовную семинарию по первому разряду и 22 ноября того же года определён на должность учителя образцовой школы грамоты в Новочеркасске.
В 1896 году окончил Казанскую духовную академию со степенью кандидата богословия с правом преподавания в семинарии и с правом получения степени магистра богословия без нового устного испытания.

### Преподаватель
В том же году назначен преподавателем Закона Божия в школе в родном селе.
10 июля 1897 года назначен на должность преподавателя греческого языка в Тульскую духовную семинарию.
26 сентября 1902 года перемещён на должность преподавателя словесности в Курскую духовную семинарию, откуда приказом обер-прокурора Святейшего синода с 12 марта 1902 переведён на должность преподавателя основного, догматического и нравственного богословия в Харьковскую духовную семинарию.
Одновременно был законоучителем в мужской и женской гимназиях. На 1903 год имел чин надворного советника и орден святого Станислава 3-й степени. Активно печатал свои труды в периодических изданиях епархии.
Высказывался в поддержку смертной казни для революционеров, совершавших политические убийства.
9 сентября 1909 года уволен от должности преподавателя русского языка в 6-м нормальном классе (четыре урока) и гражданской истории во 2-х классах (четыре урока) Харьковского епархиального женского училища «вследствие осложнения его занятий в Духовной Семинарии согласно прошению» (решение утверждено правящим архиереем 16 сентября).
В июне 1914 года овдовел. У него остались три дочери: Валентина, Инна и Зоя.
Преподавал в Харьковской духовной семинарии до её закрытия в 1918 году.

### Священнослужитель
В апреле 1920 года временно управляющим Харьковской епархии был назначен архиепископ Нафанаил (Троицкий). Главной его заботой стало решение кадровой проблемы.
11/24 сентября 1921 году был рукоположён в сан диакона, а 13/26 сентября того же года — в сан священника. Служил в храме Озерянской Божией Матери в Харькове.
12/25 января 1922 года по предложению архиепископа Нафанаила определён быть епископом Старобельским, викарием Харьковской епархии, «с тем чтобы наречение и хиротония его в сан епископа по предварительном пострижении в монашество и возведении в сан архимандрита совершены были в г. Харькове». При этом будущему епископу Старобельскому предоставлялись «права полусамостоятельного епископа с кругом дел по усмотрению Вашего Преосвященства. Местожительством епископа Старобельского назначить Харьковский Покровский монастырь». Кроме того, по рукоположении в епископский сан ему предоставлялись «права настоятеля Старо-Харьковского Куряжского Преображенского монастыря».
15/28 января 1922 в Трёхсвятительской церкви Покровского монастыря его наместник — иеромонах Палладий постриг священника Павла Кратирова в монашество с именем Павел.
2/15 февраля того же года в Кафедральном соборе Харькова иеромонах Павел был возведён в сан архимандрита.

### Епископ Старобельский
5/18 февраля совершилось его наречение во епископа, а 6/19 февраля — хиротония во епископа Старобельского в церкви «Всех скорбящих Радосте» Покровского монастыря, по другим данным наречение и хиротония были совершены в Кафедральном соборе. Хиротонию совершили митрополит Курский и Обоянский Назарий (Кириллов), архиепископ Харьковский и Ахтырский Нафанаил (Троицкий), епископ Сумской Корнилий (Попов) и епископ Белгородский Никон (Пурлевский).
В мае 1922 года после ареста Патриарха Тихона при поддержке властей было образовано обновленческое Высшее Церковное Управление. Архиепископ Харьковский Нафанаил и епископ Старобельский Павел отказались подчиняться ему. 6/19 августа 1922 год ВЦУ уволило на покой епископа Павла, а 11/24 августа архиепископа Нафанаила. Указы об увольнении на покой и высылке за пределы Харьковской епархии были им объявлены в народном комиссариате юстиции (НКЮ) 15/28 августа 1922.
Газета «Коммунист» от 16/29 августа 1922 сообщила: «Вчера в час дня, Харьковский архиеп. Нафанаил, еп. Старобельский Павел (викарный), члены епархиального совещания протоиереи Буткевич и Попов и протоиерей Воскресенской церкви Иван Гаранин были вызваны в Наркомюст (Народный Комиссариат Юстиции) где, в присутствии представителя НКЮ тов. Сухоплюева, уполномоченный ВЦУ на Харьковщине, гражданин Захаржевский объявил им за подписью постановления ВЦУ об увольнении их за штат с высылкой их из пределов Харьковской епархии. Уволенный архиерей и его приспешники попробовали было возражать против постановления ВЦУ, но затем дали обязательство подчиниться этому решению. Затем в присутствии НКЮ, милиции, уполномоченного ВЦУ, помещение епархиального совещания было опечатано».
4/17 сентября 1922 архиепископ Нафанаил был привлечён к суду, и вскоре выслан из Харькова. В город он больше не вернулся, и поэтому на общем собрании духовенства и мирян, которое состоялось осенью этого года в Старо-Троицкой церкви было принято решение: «Для возглавления Харьковской епархии должен быть приглашён епископ Старобельский Павел», который той же осенью вернулся в город, но нигде не служил.
17 марта 1923 ГПУ арестовало его вместе с 13-ю священниками и двоими мирянами. В этот день в Благовещенском соборе пел только хор, так как все священники были арестованы. Милиция опечатала собор и забрала ключи у приходского совета. 23 марта собор был передан обновленцам.
По постановлению Особой Комиссии ГПУ УССР по административным высылкам от 2/15 мая 1923 было определено: «Выслать из пределов Украины сроком на 3 года епископа Старобельского Павла, — Кратирова Павла Фёдоровича, Колчицкого Николая Фёдоровича — протоиерея Благовещенского собора, Загоровского Николая Михайловича — протоиерея, Радченко Павла Митрофановича — священника, мирян — Габиева Сергея Александровича и Стешенко Петра Петровича». Причина ареста и высылки еп. Павла и некоторых священников была в том, что они не признавали ВЦУ как каноническое учреждение и не желали подчиняться ставленникам «Живой церкви». 8/21 мая 1923 был освобождён под расписку и выехал в Крым.
В Крыму некоторое время управлял Ялтинским викариатством Таврической епархии, но пробыл там недолго. Затем жил в Абхазии.
Затем переехал в Вологду. 3 (16) августа 1923 года отслужил первую литургию в Вологде. 4 сентября был назначен временным управляющим Вологодской епархией, но 14 (27) сентября уехал из Вологды.
14 ноября 1923 года постановление Патриарха Тихона и Священного Синода назначен епископом Александровским, викарием Владимирской епархии. Жил во Владимире. Затем переехал в Великий Устюг.
Некоторое время жил в Москве. В воспоминаниях игумении Иулиании (Невахович):

Игуменья Инна сообщила оставшимся ещё сёстрам Храма Христа Спасителя, что где-то в переулке около Остроженки находится пришедший из тюрьмы больной, в поношенной одежде архиерей. <…> Сёстры пошли проведать Владыку и узнали от него, что он только что вышел из Бутырской тюрьмы, где пробыл около шести месяцев, живёт у своих родственников и болен туберкулёзом. В сане епископа он состоит уже два года, но как и в первой епархии, куда он был назначен Святейшим Патриархом викарным, так и в дальнейших, его всегда арестовывали самое большее через месяц после приезда. <…> Его показали врачу, делали ему уколы, кормили, немножко приодели. Владыка подбодрился и весной (мы познакомились с ним зимою) уехал на свою родину, в Крым. Осенью этого же года обновленцами был назначен диспут. Главный их враг, Владыка Иларион, уже был в Соловках. Перед самым диспутом все предполагаемые оппоненты, опасные для обновленцев, выступавших на диспуте, были арестованы, и не только протоиереи (в том числе о. Александр Хотовицкий), но даже и міряне.
В день диспута в Москву приехал поправившийся в Крыму епископ Павел. Ему хотелось повидать Святейшего Патриарха и попросить о назначении, как он думал, в последний раз. Идя по Москве, он увидел большие плакаты, возвещавшие о диспуте. Придя к своим родственникам, людям церковным, он узнал о только что бывших арестах и тогда решил пойти на диспут и там говорить во славу Божию. Вид у него был невзрачный, одежда тоже, ничьё внимание он привлечь не мог, а поэтому, когда он на диспуте попросил слова, ему с удовольствием дали его. Но когда Владыка заговорил, то не только разбил все доводы обновленцев, но так горел любовью к Господу, что в эту минуту вся аудитория была готова идти с ним вместе на Крест. Диспут кончили моментально, не дав говорить следующим ораторам. Публика бросилась узнавать, кто этот проповедник. Узнав, что это епископ, все стали подходить под благословение и выражать свой восторг, свою готовность идти за Христом на крест. Но пошёл на крест в этот день только один Владыка Павел.

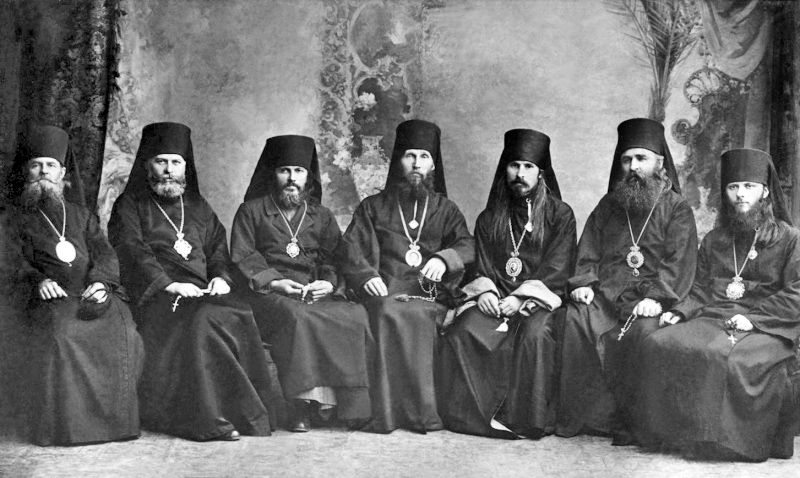
Слева направо: епископы Стефан (Адриашенко), Константин (Дьяков), Павел (Кратиров), Борис (Шипулин), Онуфрий (Гагалюк), Дамаскин (Цедрик), Антоний (Панкеев). Харьков 1924 год

Подписал акт о восприятии церковной власти митрополитом Петром (Полянским) от 1/14 апреля 1925 года, где именовался епископом Старобельским.
С весны 1925 года жил в Харькове на улице Мариинская на положении ссыльного.
Весной 1926 года поддержал претензии митрополита Ярославского Агафангела (Преображенского) на пост Патриаршего Местоблюстителя. Считал митрополита Сергия захватчиком высшей церковной власти ещё до создания им Временного Патриаршего Священного Синода и издания «Декларации…» от 16/29 июля 1927 года. Стал первым из епископов Патриаршей церкви в СССР, кто порвал отношения с митрополитом Сергием по причине несогласия с принятым им курсом церковной политики. Такой вывод можно сделать на основании его письма «Церковь в пустыне». Отход епископа Павла, произошедший в сентябре 1927 года, однако, большого резонанса в церковной среде не вызвал

### В оппозиции митрополиту Сергию
В конце 1927 года отправил письмо митрополиту Ярославскому Агафангелу и получил от него поддержку, так как тот назвал митрополита Сергия «узурпировавшим церковную власть».
В феврале 1928 года написал в подпольной церковной литературе письмо-послание «Наши критические замечания по поводу второго послания митрополита Сергия».
В апреле 1928 отослал Заместителю Патриаршего Местоблюстителя митрополиту Сергию официальное заявление об отходе от него, за что был запрещён в священнослужении постановлением митрополита Сергия и Временного Патриаршего Священного Синода при нём, чего не признал. В это время проживал на улице Мануиловской, 11, находясь без места.
В мае 1928 года написал второе письмо-послание «О модернизованной Церкви или о Сергиевском православии», в котором пошёл дальше других критиков Заместителя Патриаршего Местоблюстителя митрополита Сергия, обвиняя в расколе и ереси и даже в богоотступничестве: «Митр. Сергий не лично от себя и своего Синода, но от имени всей Православной Соборной Церкви поклонился человекобогу, говорящему гордо и богохульно… Я, грешник, думаю, что таких церковных деятелей нужно назвать не только еретиками и раскольниками, но и богоотступниками. Ведь митр. Сергий вводит в церковное богослужение неслыханную в истории Церкви ересь модернизированного богоотступничества, естественным последствием которой явилась церковная смута и раскол». При этом большинство отделившихся от митрополита Сергия обосновывали своё отделение главным образом превышением им своих полномочий заместителя Патриаршего Местоблюстителя Митрополита Петра (Полянского).
В мае 1928 года митрополит Агафангел и его викарии направили Заместителю Патриаршего Местоблюстителя митрополиту Сергию письмо, в котором сообщили, что не прерывали и не прерывают молитвенного общения с ним, что означало примирение митрополита Сергия и митрополита Агафангела и отказ последнего от претензий на пост Патриаршего Местоблюстителя.
После этого епископ Павел по-видимому отделяется и от митрополита Агафангела. Летом того же года через протоиерея Николая Загоровского отбывавшего высылку в Ленинграде, узнаёт о епископе Димитрии (Любимове), который за отсутствием в Ленинграде митрополита Иосифа (Петровых) фактически управлял иосифлянским движением. Епископ Павел пишет епископу Димитрию письмо в котором сообщал, что ещё в 1926 году вышел из подчинения митрополита Сергия и просил принять его в молитвенное общение.
Епископ Димитрий запросил документы и объяснения по этому вопросу, и после их получения принял епископа Павла в общение, а также предложил ему окормлять ближайшие истинно-православные общины. Таким образом, с лета епископ Павел начал вполне легальную деятельность в качестве правящего архиерея. Его вызвали в ОГПУ, спросили об отношении к «Декларации…» и разрешили делать выезды для служения в храмах, которые к нему присоединялись. В течение лета 1928 к нему присоединилось около 20 общин, в последующем его юрисдикцию признал ещё ряд приходов. От всех общин он требовал законно принятого постановления о присоединении к нему.
Вскоре его снова вызвали в ОГПУ и потребовали прекратить возносить имя Патриаршего Местоблюстителя митрополита Петра. После отказа со стороны владыки выполнить это требование, последовал запрет на дальние поездки и дальнейшее присоединение приходов.
В конце сентября 1928 года вновь вызван в ОГПУ, где ему разрешили дальние поездки каждый раз с особого разрешения, но в марте 1929 года последовал окончательный запрет. Выезжать на службы в другие города он перестал, хотя продолжал принимать общины. В общей сложности возглавлял около 40 «иосифлянских» приходов в Харьковском, Сумском и Днепропетровском округах.
Из Ленинграда к епископу Павлу приезжали с посланиями: игумен Клавдий (Савинский), монахиня Раздобаровского монастыря Антония, сын настоятеля собора Воскресения Христова (Спаса-на-Крови) инженер Илья Верюжский, в 1923—1930 годах работавший в Харькове. Епископ Павел обращался к епископу Димитрию за Святым Миром, антиминсами, посылал к нему несколько раз представителей своей паствы для совершения хиротоний.
В 1931 году был арестован в Харькове по делу «контрреволюционной организации Истинно-Православная Церковь». С января по март 1931 допрашивался 24 раза, виновным себя не признал, однако не скрывал своего негативного отношения к политике советской власти: «Так называемое раскулачивание кулака с религиозной точки зрения — явление безусловно греховное. Так оно и расценивается, без сомнения, всеми верующими людьми». Заявил, что

Если я буду честно исполнять свои пастырские обязанности, я буду рассматриваться как лицо нежелательное и даже вредное с точки зрения существующей власти; если я буду благословлять и одобрять все начинания существующей власти, противные религии и даже направленные против неё, я буду бесчестным и никуда негодным служителем Церкви.

2 января 1932 года тяжело больной епископ был осуждён Особым совещанием при коллегии ОГПУ к 10 годам заключения. Спустя три дня скончался в тюремной больнице при нарастающей сердечной слабости от саркомы лимфатических желёз и двухстороннего плеврита. Похоронен на кладбище, которое находилось недалеко от Озерянской церкви, что на Холодной Горе.

## Канонизация
Имя епископа Павла было внесено в черновой поимённый список новомучеников и исповедников российских при подготовке канонизации, совершённой РПЦЗ в 1 ноября 1981 года. Однако список новомучеников был издан только в конце 1990-х годов
23 декабря 2014 года решением Священного Синода Украинской православной церкви включён в состав Собора Старобельских святых (память 14/27 мая).

## Труды
- «Святитель Задонский Тихон, как пастырь и пастыреучитель» // Православный собеседник. 1897. — № 1. — С. 105—117; № 2. — С. 202—211; № 3. — С. 344—356; № 12. — С. 687.
- «По поводу недоумений, касающихся Таинства брака» // «Вера и Разум». 1904. — Т. I — Ч. I. — С. 639—650
- Письмо епископа «отошедшего» к епископу «неотошедшему», 31 декабря 1927
- Критические Замечания по поводу второго послания (18/31 дек. 1927 г.) митр. Сергия. Февраль 1928 г.
- Первое письмо епископа Архивная копия от 23 октября 2020 на Wayback Machine, 3 апреля ст. ст. 1928 г.
- О модернизированной Церкви или о сергиевском «православии», Май 1928 г.